# 山本厚子
山本 厚子（やまもと あつこ、1941年 - ）は、日本のノンフィクション作家。

## 略歴
東京生まれ。慶応義塾大学文学部史学科卒業。スペイン・マドリード大学留学。ラテンアメリカを中心に民間・政府国際プロジェクトの技術翻訳者、通訳として活動。

## 著書
- 『メキシコに生きる日系移民たち』（河出書房新社） 1988
- 『パナマから消えた日本人』（山手書房新社） 1991
- 『野口英世知られざる軌跡 メリー・ロレッタ・ダージスとの出会い』（山手書房新社） 1992
- 『榎本武揚 時代を疾走した国際人 ラテンアメリカ移住の道を拓く』（信山社出版） 1997
- 『野口英世は眠らない』（綜合社） 2004
- 『パナマ運河百年の攻防 1904年建設から返還まで』（藤原書店） 2011

### 共著
- 『TOEICテストの新技法』（塚野壽一, 大須賀直子,  Robert Van Benthuysen共著、成美堂） 2005
- 『テーマ別 TOEICテスト総合演習 改訂版』（塚野壽一, 大須賀直子,  Robert VanBenthuysen共著、成美堂） 2007
- 『コミュニケーションのためのベーシック・グラマー』（大須賀直子, 真野千佳子, 岡本京子, Benedict Rowlett共著、成美堂、2009
- 『TOEICテストへのニューアプローチ』（大須賀直子, 塚野壽一, Robert VanBenthuysen共著、成美堂） 2009
- 『映画総合教材『フリーダム・ライターズ』』（田中長子, 本多浩子, 松葉正代, Benedict Rowlett, 小澤奈美恵共編著、音羽書房鶴見書店） 2011
- 『コミュニケーションのための実践基礎英語』（大須賀直子, 真野千佳子, 岡本京子, Benedict Rowlett共著、成美堂） 2012
- 『分析型TOEICテスト演習』（Jonathan Lynch, 渡辺香名子共著、センゲージラーニング） 2013
- 『映画総合教材『いまを生きる』』（田中長子, 本多浩子, Benedict Rowlett, 中垣恒太郎共編著、音羽書房鶴見書店） 2014

## 翻訳
- 『星と月の生まれた夜 ベネズエラ』（ドオウグラス・グティエレス作、マリア・フェルナンダ・オリベル画、河出書房新社、世界の民族絵本集） 1994

## 参考
- http://bookweb.kinokuniya.co.jp/htm/4777710025.html